# Koszmosz–248
A Koszmosz–248 (oroszul: Космос–248) szovjet ISZ–P típusú (ASAT) célműhold. Ez volt az ISZ–P típusú műhold második indítása.

## Küldetés
A manőverezésre alkalmas ISZ–A elfogó vadászműholdak teszteléséhez készített célműhold. Elnevezése "Uránusz" (Уран) ISZ–P (5V91T), passzív vadászműhold (истребитель спутник-пассивный – ИС–П). Céleszköz feladatán kívül elősegítette a földi radarberendezések (felderítő, követő) tesztelését.
Az anti-műholdas fegyverek (ASAT) célja, hogy ártalmatlanná tegyék, vagy elpusztítsák a támadó feladattal készített katonai műholdakat.

## Jellemzői
1968. október 19-én a Bajkonuri űrrepülőtérről az LC–90/20 (LC–Launch Complex) jelű indítóállványról egy Ciklon–2A (11K57) hordozórakétával állították alacsony Föld körüli pályára (LEO = Low-Earth Orbit). Az orbitális egység pálya periódusideje 94,8 perc, elhajlása 62,2° volt. Az elliptikus pálya perigeuma 469 km, apogeuma 543 km volt.
Hasznos tömege 4000 kilogramm. Alakja hengeres, átmérője 1,5 méter, magassága 4,5 méter. Fegyver nélküli, manőverezésre alkalmas űreszköz. A sorozat felépítését, szerkezetét, alapvető fedélzeti rendszereit tekintve egységesített, szabványosított  űreszköz. Áramforrása kémiai akkumulátorok, szolgálati élettartama 12 nap.
1968. október 20-án a Koszmosz–249 programja szerint megközelítette, majd repeszbombáját felrobbantva önmegsemmisítést hajtott végre. Beállítási hibák miatt elvétette a célpontot.
1968. november 1-jén a Koszmosz–252 programja szerint megközelítette, majd repeszbombáját felrobbantva önmegsemmisítést hajtott végre.

## Külső hivatkozások
- Koszmosz–248. lib.cas.cz. [2013. október 13-i dátummal az eredetiből archiválva]. (Hozzáférés: 2013. május 28.)
- Koszmosz–248. spacefacts.de. (Hozzáférés: 2013. május 28.)
- Koszmosz–248. astronautix.com. [2013. november 28-i dátummal az eredetiből archiválva]. (Hozzáférés: 2014. május 3.)
- Koszmosz–248. astronautix.com. (Hozzáférés: 2014. május 3.)
- Koszmosz–248. astronautix.com. (Hozzáférés: 2014. május 3.)
- Koszmosz–248. hobby.ru. (Hozzáférés: 2014. május 3.)

| Elődje: Koszmosz–247 | Koszmosz-program 1967-től | Utódja: Koszmosz–249 |